# Sizyj Bugor
Sizyj Bugor (ros. Сизый Бугор) – wieś w Rosji, w obwodzie astrachańskim, w rejonie wołodarskim. W 2010 liczyła 1582 mieszkańców, głównie Kazachów.